# Le belle signore
Le belle signore è il secondo album di Antonietta Laterza, pubblicato nel 1979 dalla Divergo.

## Tracce

### Lato A
1. Via Malvasia
2. Le belle signore
3. Rita G.
4. E cinquecento catenelle d'oro
5. Rosa Luxemburg

### Lato B
1. Carla è una mia amica
2. Diventare buoni
3. Dove guardi
4. Il principino
5. Addio dalle luci